# Andrzej Grabarczyk (aktor)
Andrzej Grabarczyk (ur. 31 maja 1953 we Włodawie) – polski aktor i prezenter telewizyjny.

## Życiorys
Syn aktora Wincentego Grabarczyka.
Ukończył studia w 1978. Jest absolwentem Akademii Teatralnej im. Aleksandra Zelwerowicza w Warszawie. Aktor warszawskiego Teatru Kwadrat. Znany z roli Jerzego Chojnickiego w polskiej telenoweli Klan, w której grał również jego ojciec Wincenty Grabarczyk (w roli Jeremiasza Bałuckiego). Z Manuelą Michalak współprowadził program „Maraton uśmiechu” (emitowany w latach 1997–2007 na antenie stacji TVN), w którym zastąpił Mariusza Czajkę. Przez lata był twarzą kampanii reklamowej marki Knorr w Polsce i Czechach, reklamy były też emitowane w Rosji.
W grudniu 2008 roku był doradcą działaczy Polskiego Stronnictwa Ludowego przy pracach nad projektem ustawy o zawodzie aktora.
Żonaty z Zofią, mają syna Bartosza.

## Filmografia
- 1974: Zaczarowane podwórko jako mechanik reperujący „Ambrozję”
- 1979: Grzeszny żywot Franciszka Buły jako Franciszek Buła
- 1980: Punkt widzenia jako podrywacz na głośnej prywatce (odc. 7)
- 1980: Dom jako student Politechniki (odc. 3)
- 1981: Dziecinne pytania jako Maciek z tv
- 1981: Był jazz jako Witek
- 1982: Życie Kamila Kuranta jako Mieciek Stukonis, brat Zygmunta (odc. 5 i 6)
- 1982: Blisko, coraz bliżej jako Tadeusz Pasternik, syn Franciszka (odc. 1)
- 1983: Na straży swej stać będę jako Paulek
- 1983: Fachowiec jako znajomy Kwaśniewskiego
- 1984: Umarłem, aby żyć jako Leopold Wójcik
- 1984: Przybłęda jako pielęgniarz Wacław w klinice
- 1984: 5 dni z życia emeryta jako Pietrek Wąsik, prawnuk Wąsika (odc. 5)
- 1984: 111 dni letargu jako więzień
- 1985: Rajska jabłoń jako Andrzej
- 1985: Lubię nietoperze jako ogrodnik w klinice Junga
- 1987: Zabij mnie glino jako Jachimowski, partner Popczyka
- 1987: Dom jako geodeta (odc. 12)
- 1987: Co to konia obchodzi? jako „Ślązak”
- 1988: Powrót do Polski jako podporucznik Jan Maciaszek
- 1988: Oszołomienie jako aktor śpiewający kuplety
- 1988: Obywatel Piszczyk jako kolega Renaty
- 1988: Chichot Pana Boga jako policjant na miejscu kraksy
- 1988: Banda Rudego Pająka jako plutonowy (odc. 1 i 2)
- 1988–1990: W labiryncie jako oficer MO, a później Policji
- 1989: Urodzony po raz trzeci jako Leopold Wójcik
- 1989: Sztuka kochania jako taksówkarz
- 1989: Stan strachu jako Obsada aktorska
- 1989: Po własnym pogrzebie jako Leopold Wójcik
- 1989: Lawa jako Zenon Niemojewski w „Salonie Warszawskim”
- 1990: Historia niemoralna jako Kazio, mechanik samochodowy
- 1990: Domena władzy jako Marek, kierowca Burskiego
- 1991: V.I.P. jako sekretarz Delekty
- 1991: Pogranicze w ogniu jako Peter, lokaj Osnowskiego
- 1991: Panny i wdowy jako strażnik w łagrze, potem oficer SB (odc. 5)
- 1991: Panny i wdowy jako strażnik w łagrze, potem oficer SB
- 1991: Kuchnia polska jako „przewodnik” w samolocie „do Szwecji”, oficer UB (odc. 2)
- 1991: Powodzenia, żołnierzyku jako Xavier
- 1992: Żegnaj Rockefeller jako inspektor policji (odc. 2 i 7)
- 1992: Pamiętnik znaleziony w garbie jako Francik, wujek Janka
- 1992: Tajna Misja jako Tomasz
- 1993: Pajęczarki jako detektyw hotelowy
- 1993: Nowe przygody Arsena Lupin jako policjant
- 1993: Jacek jako tata
- 1993: Do widzenia wczoraj. Dwie krótkie komedie o zmianie systemu jako kościelny na pogrzebie Władysława (odc. 1)
- 1993: Czterdziestolatek. 20 lat później jako sierżant (odc. 5)
- 1994: Spółka rodzinna jako agent UOP (odc. 9)
- 1994: Ptaszka jako Kazimierz Lipecki, tata Ptaszki, Uli i Łukasza
- 1994: Oczy niebieskie jako taksówkarz
- 1994–1995: Fitness Club jako Stanisław Murasz, kierownik administracji osiedla
- 1995: Dwa Światy jako Bron
- 1996: Larum grają... rzecz o Henryku Sienkiewiczu jako Obsada aktorska
- od 1997: Klan jako Jerzy Chojnicki, mąż Elżbiety
- 1998: Sto minut wakacji jako Obsada aktorska
- 1998: Matki, żony i kochanki jako Leon, kierowca pogotowia ratunkowego, kolega Janka Otrębowskiego (Seria II)
- 1999: Kiler-ów 2-óch jako Prezydent RP
- 2001–2002: Marzenia do spełnienia jako znany aktor
- 2003: Czernaja metka jako Ajaz Mutalibow
- 2010: Ojciec Mateusz jako cukiernik Janusz Pawicki (odc. 51)
- 2018: Ucho Prezesa jako Aleksander, były prezydent  (odc. 39)

## Polski dubbing
- Horton słyszy Ktosia (2008) jako Przewodniczący
- Terminal (2004) jako Viktor Navorski
- Wielki Joe (1999) jako Harry
- Ucieczka (1996) jako Pal
- Przygoda na Alasce (1996) jako Jake Barnes
- Małpa w hotelu (1996) jako Robert Grant
- Złodziej z Bagdadu (1996) jako Złodziej
- Kacper (1995) jako Paul „Dibbs” Plutzker
- Niekończąca się opowieść III: Ucieczka z krainy Fantazji (1995) jako Barney Bux
- Przyjaciele (1994-2004) jako Ross (sezony 1-4)
- Scooby Doo i baśnie z tysiąca i jednej nocy (1994) jako Yogi
- Animaniacy (1993-1998) jako Stinkbomb/Dino
- Tajna misja (1992-1995) jako Tomasz
- Prawdziwe przygody profesora Thompsona (1992-1995) jako Profesor Thompson
- Poszukiwacze zaginionej gwiazdki (1992)
- Zaproszenie na gwiazdkę (1987) jako Bałwan
- Smerfy (1981-1989) jako Frajer